# Корвинија (Салерно)
Корвинија је насеље у Италији у округу Салерно, региону Кампанија.
Према процени из 2011. у насељу је живело 607 становника. Насеље се налази на надморској висини од 32 м.